# Irish Juniors
Das Irish Juniors (auch Irish Junior International oder Irish Open U19 genannt) ist im Badminton die offene internationale Meisterschaft von Irland für Junioren und damit das bedeutendste internationale Juniorenturnier in Irland. Austragungen sind seit 2012 dokumentiert.

## Sieger
| 2012      | Jonathan Dolan     | Rachael Darragh       | Josh Neil Ben Torrance           | Ellen Mahenthiralingam Aimee Moran  | Ciaran Chambers Caroline Black |          |          |
| 2013      | Luis Ramón Garrido | Alannah Stephenson    | Mark Brady Nicholas Murphy       | Sara Boyle Rachael Darragh          | Ryan Stewart Keady Smith       |          |          |
| 2014      | Wolfgang Gnedt     | Ronja Stern           | George Priestman Nathan Rossiter | Ronja Stern Simone von Rotz         | Paul Reynolds Rachael Darragh  |          |          |
| 2015      | Wolfgang Gnedt     | Rachael Darragh       | Louis Ducrot Sam Mckay           | Sara Boyle Rachael Darragh          | Louis Ducrot Candice Lesne     |          |          |
| 2016      | Nhat Nguyen        | Ella Söderström       | Paul Reynolds Nhat Nguyen        | Ella Söderström Tilda Sjöö          | Carl Harrbacka Tilda Sjöö      |          |          |
| 2017      | Nhat Nguyen        | Miranda Wilson        | Paul Reynolds Nhat Nguyen        | Maija Krzywacki Inalotta Suutarinen | Lukas Resch Emma Moszczynski   |          |          |
| 2018      | Nhat Nguyen        | Vaishnavi Reddy Jakka | Adam Pringle Joshua Apiliga      | Milou Lugters Alyssa Tirtosentono   | Adam Pringle Rachel Andrew     |          |          |
| 2019      | Yanis Gaudin       | Vivien Sándorházi     | William Jones Brandon Yap        | Dounia Pelupessy Milena Schnider    | Brandon Yap Abbygael Harris    |          |          |
| 2020 2021 | abgesagt           | abgesagt              | abgesagt                         | abgesagt                            | abgesagt                       | abgesagt | abgesagt |
| 2022      | Hanz Haiqal        | Sophia Noble          | Scott Guildea Vincent Pontanosa  | Matilda Franklin Yulia Tang         | Scott Guildea Sophia Noble     |          |          |
| 2023      | Matthew Cheung     | Gianna Stiglich       | Dinesh Carnot Erwan Hamel        | Katrina Chan Ishbel McCallister     | Oliver Oldorff Elisaveta Berik |          |          |
| 2024      | Lee Yu-jui         | Malya Hoareau         | Lenny Hubert Nathan Nguyen       | Brooke Stalker Ishbel McCallister   | Lewis Coghill Brooke Stalker   |          |          |